# Bereschynka (Kropywnyzkyj, Perwoswaniwka)
Bereschynka (ukrainisch Бережинка; russisch Бережинка Bereschinka) ist ein Dorf in der ukrainischen Oblast Kirowohrad mit etwa 2000 Einwohnern (2001).
Das Mitte des 18. Jahrhunderts gegründete Dorf liegt auf einer Höhe von 124 m am Ufer der Pyssariwka (Писарівка), einem etwa 9 km langen, linken Nebenfluss des Inhul 8 km östlich der Innenstadt vom Rajon- und Oblastzentrum Kropywnyzkyj.
Durch das Dorf verläuft die Fernstraße N 23, die westlich vom Dorf mit der N 14 kreuzt.
Am 12. Juni 2020 wurde das Dorf ein Teil der neugegründeten Landgemeinde Perwoswaniwka, bis dahin bildete es zusammen mit den Dörfern Makowe (Макове) und Werchiwzi (Верхівці) die gleichnamige Landratsgemeinde Bereschynka (Бережинська сільська рада/Bereschynska silska rada) im Osten des Rajons Kropywnyzkyj.